# Huyton

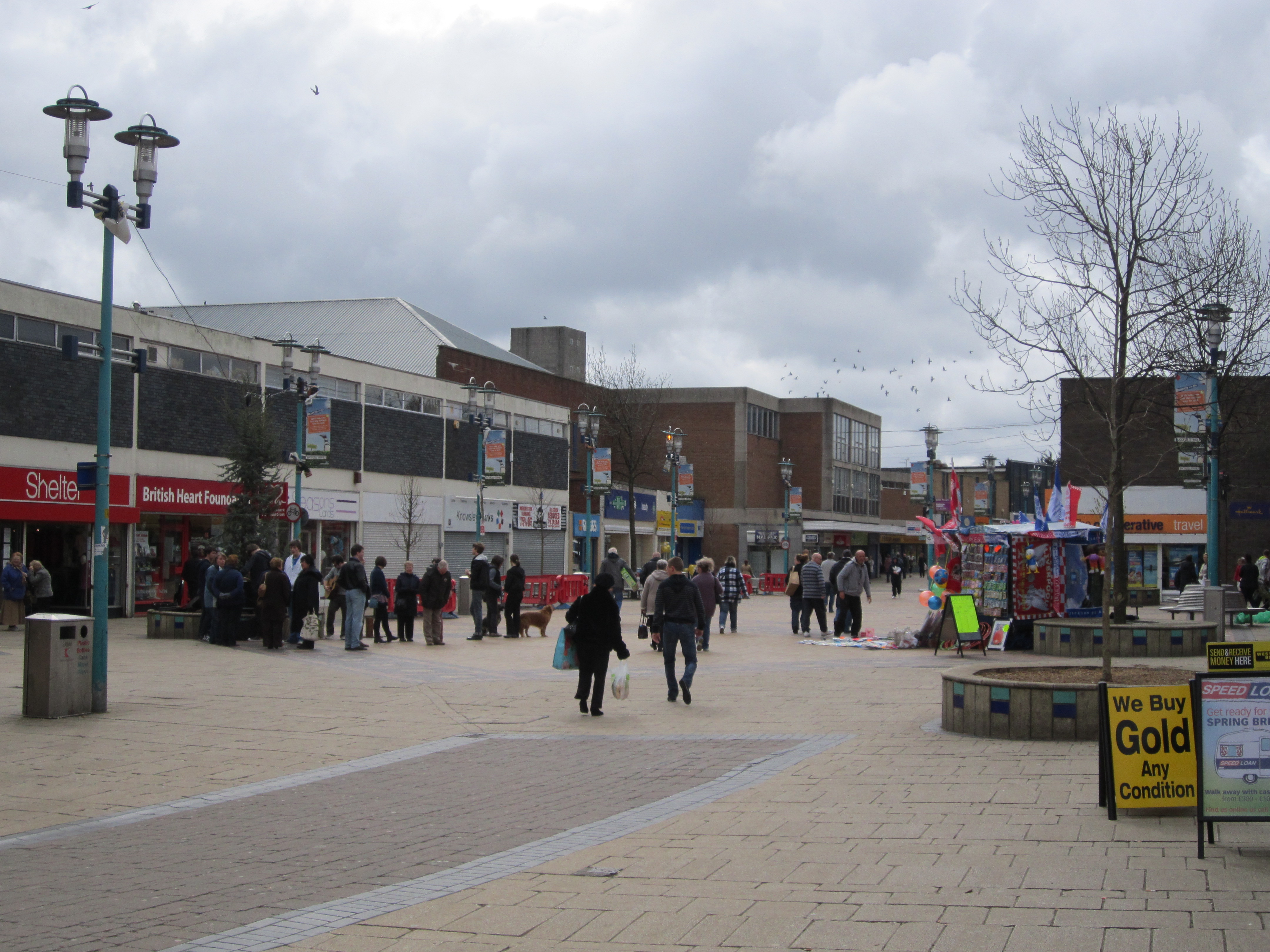
Derby Road.

Huyton est une localité du district métropolitain de Knowsley, dans le Merseyside (Lancashire), en Angleterre. Elle est située dans l'est de l'aire urbaine de Liverpool. Au moment du recensement de 2001, elle comptait 33 193 habitants.
Elle figure dans le Domesday Book sous le nom Hitune.

## Personnalités
- Peter Reid, footballeur anglais
- Rex Harrison, acteur britannique y est né le 5 mars 1908
- Joey Barton footballeur anglais (1982-), né à Huyton